# Інший світ: Повстання ліканів
«Інший світ: Повстання ліканів» (англ. Underworld: Rise of the Lycans) — американський фентезійний бойовик режисера Патріка Татополоуса, що вийшов 2009 року. Стрічка є третім фільмом у серії «Інший світ» і передісторією фільмів «Інший світ» (2003) та «Інший світ: Еволюція» (2006). У головних ролях Майкл Шин, Білл Наї, Рона Мітра.
Вперше фільм продемонстрували 22 січня 2009 року у низці країн світу, а в Україні у широкому кінопрокаті показ фільму розпочався 5 лютого 2009 року.

## Сюжет
Давним-давно вовкулаки були поневолені аристократичними вампірами. Проте серед них народжується Луціан — напівлюдина, напіввовкулака, перший, хто може набувати людську подобу і першим, кого Віктор назвав Ліканом. Не бажаючи залишатись рабом вампірів, Луціан здіймає повстання проти вампірів.

## У ролях
| Актор           | Персонаж      | Роль                         |
| --------------- | ------------- | ---------------------------- |
| Майкл Шин       | Луціан        | перевертень                  |
| Білл Наї        | Віктор        | старійшина вампірів          |
| Рона Мітра      | Соня          | вампірка, донька Віктора     |
| Стівен Макінтош | Андреас Таніс | древній вампір               |
| Кевін Грев'є    | Рейз          | вовкулака, заступник Луціана |
| Девід Астон     |               |                              |

## Виробництво
Хронологічно «Інший світ: Повстання ліканів» — перший фільм у франшизі.
Кейт Бекінсейл має коротке камео в самому кінці фільму.

### Знімальна група
- Кінорежисер — Патрік Татополоус
- Сценаристи — Денні МакБрайд, Дірк Блекман і Говард Маккейн
- Кінопродюсери — Гері Луччезі, Том Розенберг, Лен Вайсман, Річард С. Райт
- Виконавчі продюсери — Бет ДеПаті, Джеймс МакКвейд, Ерік Рід, Скіп Вілльямсон, Генрі Вінтерстерн
- Композитор — Пол Гаслінгер
- Кінооператор — Росс Емері
- Кіномонтаж — Пітер Амундсон і Ерік Поттер
- Підбір акторів — Ліз Муллейн
- Художник-постановник — Ден Генна
- Артдиректор — Брендан Геффернен, Ґері Маккей
- Художник по костюмах — Джейн Голланд[8].

## Сприйняття

### Оцінки
Фільм отримав змішані відгуки: Rotten Tomatoes дав оцінку 29 % на основі 76 відгуків від критиків (середня оцінка 4,3/10) і 630 % від глядачів зі середньою оцінкою 3,6/5 (232 123 голоси). Загалом на сайті фільми має змішані оцінки, фільму зарахований «гнилий помідор» від кінокритиків, проте «попкорн» від глядачів, Metacritic — 44/100 (14 відгуків критиків) і 7,3/10 від глядачів (140 голосів). Загалом на цьому ресурсі від критиків фільм отримав змішані відгуки, а від глядачів — схвальні, Internet Movie Database — 6,6/10 (122 069 голосів).

### Касові збори
Під час прем'єрного показу у США, що розпочався 23 січня 2009 року, протягом першого тижня фільм показали у 2 942 кінотеатрах і він зібрав 20 828 511 $, що на той час дозволило йому зайняти 2 місце серед усіх прем'єр. Показ фільму тривав 42 дні (6 тижнів) і завершився 1 березня 2009 року, зібравши у прокаті у США 45 802 315 доларів США, а у решті світу 45 551 186 $ (за іншими даними 43 300 000 $), тобто загалом 91 353 501 $ (за іншими даними 89 102 315 $) при бюджеті 35 млн доларів США.

### Виноски
1. 1 2  Underworld: Rise of the Lycans: Release Info (англ.). Internet Movie Database. Архів оригіналу за 25 квітня 2016. Процитовано 7 листопада 2016.
2. 1 2  Інший світ 3: Повстання ліканів. Kino-teatr.ua. Архів оригіналу за 13 грудня 2016. Процитовано 7 листопада 2016.
3. 1 2  Pamela McClintock (25 січня 2009). ‘Mall Cop’ still tops at box office (англ.). Variety. Архів оригіналу за 23 січня 2016. Процитовано 7 листопада 2016.
4. 1 2 3 4  Underworld: Rise of the Lycans (англ.). Box Office Mojo. Архів оригіналу за 6 грудня 2012. Процитовано 7 листопада 2016.
5. 1 2 3 4  Underworld 3: Rise of the Lycans (2009) (англ.). The Numbers. Архів оригіналу за 22 серпня 2016. Процитовано 7 листопада 2016.
6. ↑  Underworld: Rise of the Lycans (2009) (англ.). AllMovie. Архів оригіналу за 23 березня 2019. Процитовано 7 листопада 2016.
7. 1 2  Trivia. Архів оригіналу за 25 квітня 2016. Процитовано 1 квітня 2018.
8. ↑  Underworld: Rise of the Lycans: Full Cast & Crew (англ.). Internet Movie Database. Архів оригіналу за 25 квітня 2016. Процитовано 7 листопада 2016.
9. ↑  Underworld: Rise of the Lycans (англ.). Rotten Tomatoes. Архів оригіналу за 3 березня 2017. Процитовано 7 листопада 2016.
10. ↑  Underworld: Rise of the Lycans (англ.). Metacritic. Архів оригіналу за 6 грудня 2012. Процитовано 7 листопада 2016.
11. ↑  Underworld: Rise of the Lycans (англ.). Internet Movie Database. Архів оригіналу за 3 листопада 2016. Процитовано 7 листопада 2016.